# Sven Fredrik Hedin
Sven Fredrik Hedin, född 6 november 1923 i Sunne, Värmlands län, död 2 januari 2004, var en svensk diplomat.

## Biografi
Hedin var son till köpmannen Nathanael Hedin och Anna Palm. Han studerade vid Stockholms högskola 1947-1951 och blev attaché vid Utrikesdepartementet (UD) 1949. Han tjänstgjorde i Madrid, Oslo och Narvik 1951-1955 samt vid UD 1955-1958. Hedin var andre beskickningssekreterare i Rio de Janeiro 1958, förste beskickningssekreterare 1959-1962, förste beskickningssekreterare vid Sveriges ständiga representation vid FN 1963, ambassadråd där 1964-1965, kansliråd vid UD 1966, sändebud i Dar es-Salaam 1968-1973, jämväl i Mogadishu 1971-1973, Buenos Aires 1973-1975, protokollchef vid UD 1975-1979, ambassadör i Lissabon 1979-1986 samt Bissau och Praia 1979-1986, ambassadör i Rom 1986-1989, biträdande introduktör av främmande sändebud från 1990.
Han var styrelseordförande i Skandia fastighetsbolag Lissabon från 1990. Hedin ingick som sakkunnig i en av Utrikesdepartementet tillkallad kommission med uppgift att skapa klarhet i vad som kan ha hänt i Sverige när det gällde egendom av judiskt ursprung som förts hit i samband med judeförföljelserna före och under andra världskriget. Den 14 december 1998 entledigades Hedin på egen begäran från sitt uppdrag i denna kommission. Tillsammans med journalisten Göran Elgemyr tog Hedin fram dokument som belyste Riksbankens transaktioner med det så kallade naziguldet. För det arbetet belönades Hedin och Elgemyr med Guldspaden för grävande journalistik 1998.
Han gifte sig 1951 med Britt-Marie Huss, dotter till professorn Ragnar Huss och Dorrith Brunnel. Hedin avled den 2 januari 2004 och gravsattes på Galärvarvskyrkogården den 19 maj 2004.

## Utmärkelser
- Kommendör av Nordstjärneorden, 3 december 1974.[7]